# Vándorfüzike
A vándorfüzike (Phylloscopus inornatus) a madarak osztályának verébalakúak (Passeriformes) rendjébe és a füzikefélék (Phylloscopidae) családjába tartozó faj.

## Előfordulása
Ázsia területén honos. Telelni délre vonul. Európába kóborló példányai jutnak el.

## Megjelenése
Testhossza 10 centiméter, szárnyfesztávolsága 14–20 centiméter, testtömege pedig 4–9 gramm.
|  |

## Életmódja
Tápláléka rovarokból áll.

## Szaporodása
Lombos erdők és bokrosok talajára készíti fészkét. Fészekalja 5-6 tojásból áll, melyen 11-14 napig kotlik. A fiókák kirepülési ideje, még 11-15 napig tart.

## Kárpát-medencei előfordulás
Magyarországon rendkívül ritka kóborló.

## Védettsége
A Természetvédelmi Világszövetség Vörös listáján még mint nem fenyegetett, Európában biztos állományú fajként van nyilvántartva, Magyarországon védett, természetvédelmi értéke 25 000 Ft.